# Jarosław Wartak
Jarosław Mikołaj Wartak (ur. 5 października 1962 w Czeladzi) – polski polityk, nauczyciel, poseł na Sejm I kadencji.

## Życiorys
Ukończył w 1987 studia na Wydziale Chemii Uniwersytetu Jagiellońskiego. W drugiej połowie lat 80. pracował jako specjalista technolog w Zakładach Tworzyw Sztucznych „Ząbkowice-ERG” w Dąbrowie Górniczej oraz jako kierownik w Zakładach Chemicznych „Strem”. Był posłem na Sejm I kadencji z okręgu sosnowieckiego z listy Konfederacji Polski Niepodległej. W Sejmie był członkiem Komisji Administracji i Spraw Wewnętrznych oraz Komisji Kultury i Środków Przekazu.
Po zakończeniu kadencji pracował krótko w klubie parlamentarnym tej partii. Od lat 90. zatrudniony jako nauczyciel chemii i fizyki w Państwowym Liceum Sztuk Plastycznych w Dąbrowie Górniczej (przemianowanym na Zespół Szkół Plastycznych). Od 1995 do 2012 pełnił funkcję dyrektora Zespołu Szkół Plastycznych w tym mieście. Był też właścicielem prywatnej firmy zajmującej się aranżacją wnętrz. Należał do Platformy Obywatelskiej, był członkiem miejskich władz tego ugrupowania.
W 2016 został zastępcą dyrektora Departamentu Szkolnictwa Artystycznego w Ministerstwie Kultury i Dziedzictwa Narodowego. Od 2020 pełnił funkcję dyrektora tego departamentu.

## Odznaczenia
W 2017 prezydent Andrzej Duda nadał mu Krzyż Wolności i Solidarności. Otrzymał także Srebrny (2004) i Złoty (2025) Krzyż Zasługi.